# Sân bay quốc tế Dayton
Sân bay quốc tế Dayton (mã IATA: DAY, mã ICAO: mã KDAY, mã FAA LID: DAY) (tên chính thức sân bay quốc tế James M. Cox Dayton), tên trước đây là sân bay khu tự quản Dayton và sân bay James M. Cox-Dayton City, là sân bay có cự ly mười dặm về phía bắc của trung tâm thành phố Dayton, tại quận Montgomery, Ohio. Sân bay này là một khu vực đất nằm lọt trong đơn vị khác của Dayton. Địa chỉ của sân bay này là 3600 Drive Terminal, Dayton, Ohio 45.377.
Đây là sân bay bận rộn thứ 3 và lớn thứ  ở Ohio sau sân bay quốc tế Cleveland Hopkins và sân bay quốc tế Port Columbus.  Năm 2009 sân bay quốc tế Dayton là một trong 10 cảng hàng không phát triển nhanh nhất của Hoa Kỳ. Sân bay là nơi Vectren tổ chức triển lãm hàng không hàng năm Dayton Air Show.